# Cavalier County
Cavalier County är ett administrativt område i delstaten North Dakota, USA. År 2010 hade countyt  3 993 invånare. Den administrativa huvudorten (county seat) är  Langdon.

## Geografi
Enligt United States Census Bureau så har countyt en total area på 3 911 km². 3 854 km² av den arean är land och 57 km² är vatten. 

### Angränsande countyn
- Pembina County - öst
- Walsh County - sydöst
- Ramsey County - syd
- Towner County - väst
- gränsar mot Kanada i norr